# Івченко Надія Степанівна
Надія Степанівна Івченко (? — ?) — українська радянська діячка, швачка, секретар цехової партійної організації Артемівської швейної фабрики імені 8 Березня Донецької області. Член Ревізійної комісії КПУ в лютому 1976 — лютому 1981 року.

## Біографія
Працювала швачкою Артемівської швейної фабрики імені 8 Березня Донецької області.
Член КПРС.
На 1975—1982 роки — швачка — секретар цехової партійної організації Артемівської швейної фабрики імені 8 Березня міста Артемівська (тепер — Бахмута) Донецької області.

## Нагороди
- орден Жовтневої Революції
- ордени
- медалі